# Cromford Mill

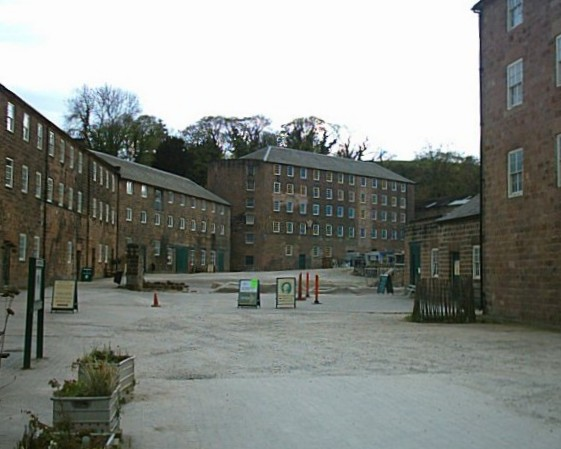
Binnenplaats van de Arkright's Mill.

Cromford Mill was de eerste water-aangedreven katoenspinnerij opgericht door Richard Arkwright in 1771 in de Midden-Engelse plaats Cromford in het graafschap Derbyshire, die de basis heeft gelegd van zijn fortuin, en al snel werd gekopieerd door fabrieken in Lancashire, Duitsland en de Verenigde Staten. Het vormt de kern van de Derwent Valley Mills, dat sinds 2001 Werelderfgoed is.

## Geschiedenis
Na de uitvinding van de schietspoel voor het weven van katoen door John Kay in 1733 was de vraag naar gesponnen katoen in Engeland enorm toegenomen. Machines voor het kaarden en spinnen waren weliswaar ontwikkeld, maar waren niet efficiënt en de geproduceerde katoen was van onvoldoende kwaliteit om als schering van een stof te dienen. In 1769 patenteerde Arkwright een waterframe spinmachine aangedreven door een watermolen, nadat hij eerder een door paarden aangedreven spinmachine in Nottingham had opgezet.
Hij koos voor de locatie in Cromford om reden dat daar het gehele jaar aanvoer was van warm water via een ondergronds kanaal vanuit de nabijgelegen loodmijnen in Wirksworth, samen met Bonsall Brook. Hier bouwde hij een vijf verdiepingen tellende fabriek, met de steun van de Jedediah Strutt, Samuel Need en John Smalley. Vanaf 1772 was de fabriek dag en nacht in gebruik met twee ploegen, die 12 uur dienst deden.
Hij begon met 200 werknemers, die niet allemaal lokaal gehuisvest konden worden. Hierom bouwde hij voor hen woningen in de buurt, en was hiermee een van de eerste fabrikanten die dit deed. Het merendeel van de medewerkers waren vrouwen en kinderen, van wie de jongste slechts zeven jaar oud. Later werd de minimumleeftijd verhoogd naar 10 en de kinderen kregen zes uur onderwijs per week, zodat ze registers konden bijhouden, wat hun veelal analfabete ouders nog niet konden.

## Afbeeldingen
Situatie rond 1995

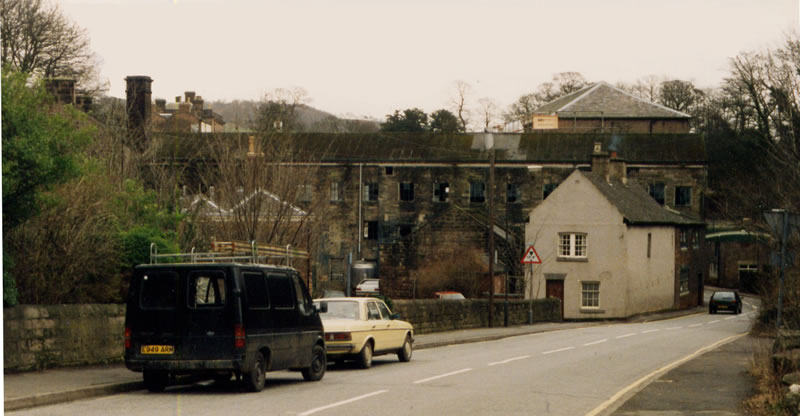
De oorspronkelijke molen uit 1771 te zien langs de Mill Road vanuit het dorp.
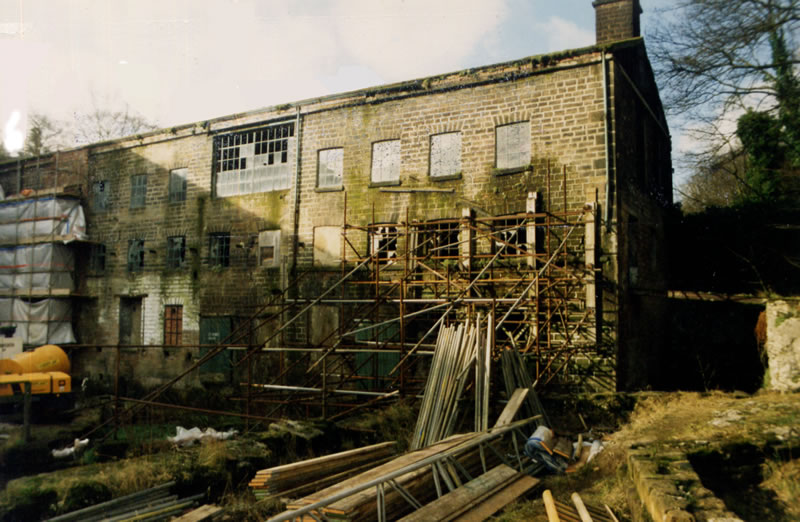
De eerste fabriek gezien vanaf de werf
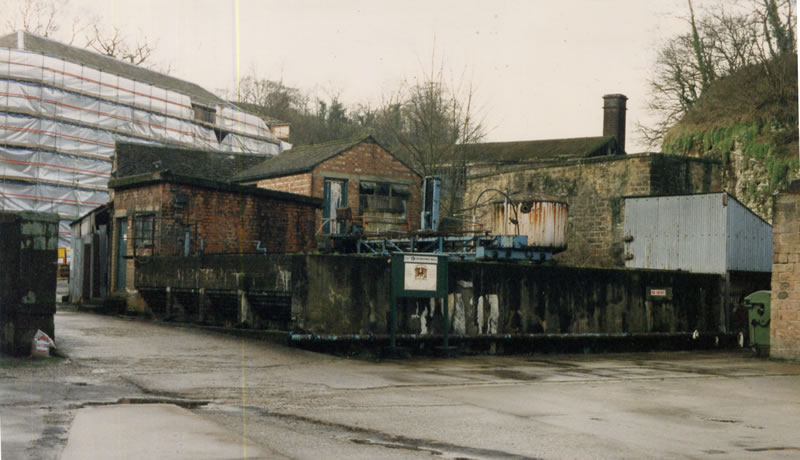
Beeld van de renovatie van het terrein in 1995
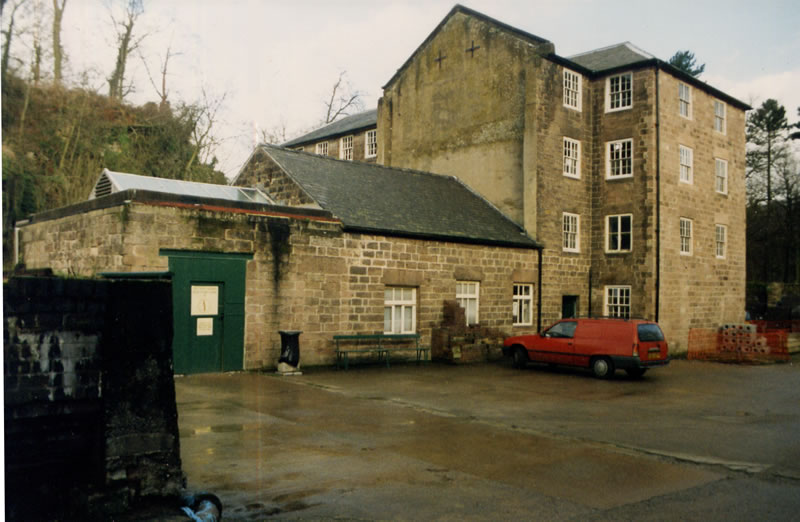
Gedeelte van de molen, dat opengesteld was voor het publiek

Het waterwerk

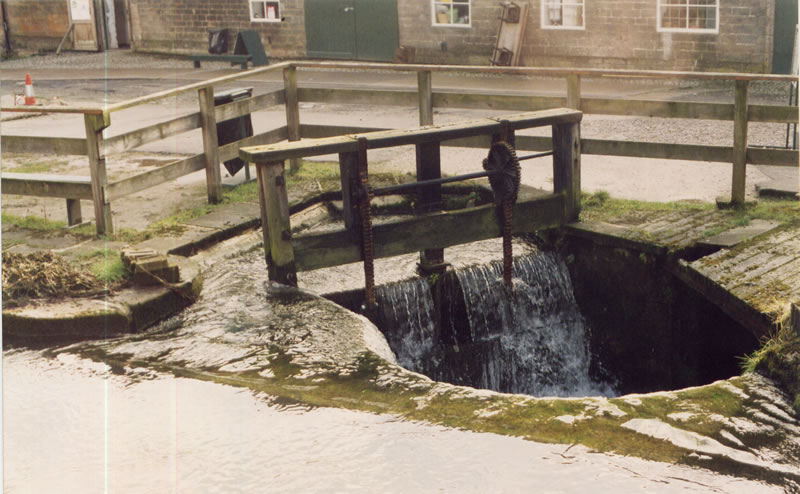
Sluis in de molentuin om de watertoevoer te controleren
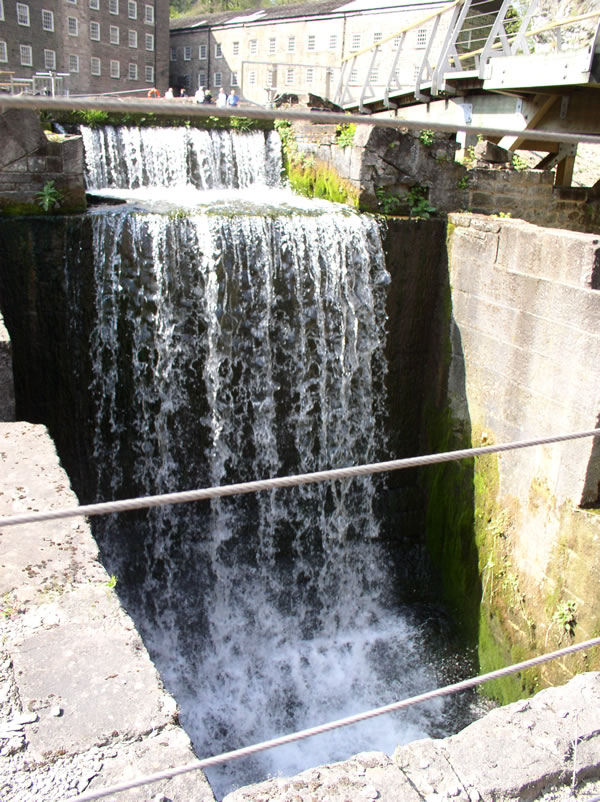
Locatie van het aandrijfwiel van de molen
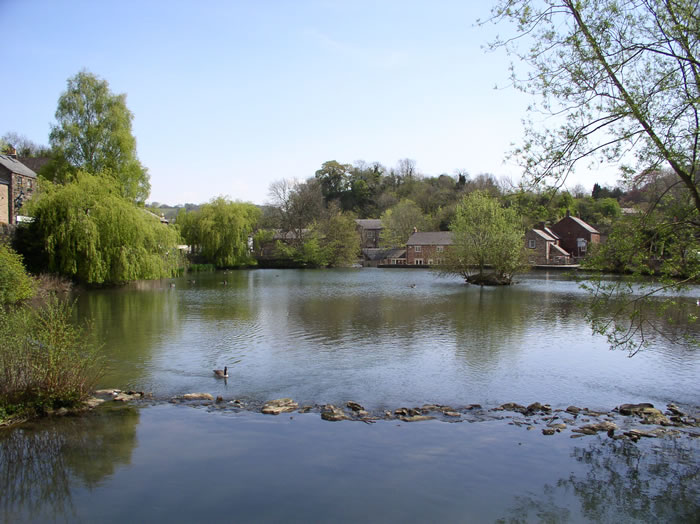
Vijver van Cromford aangelegd in 1785 als reservoir
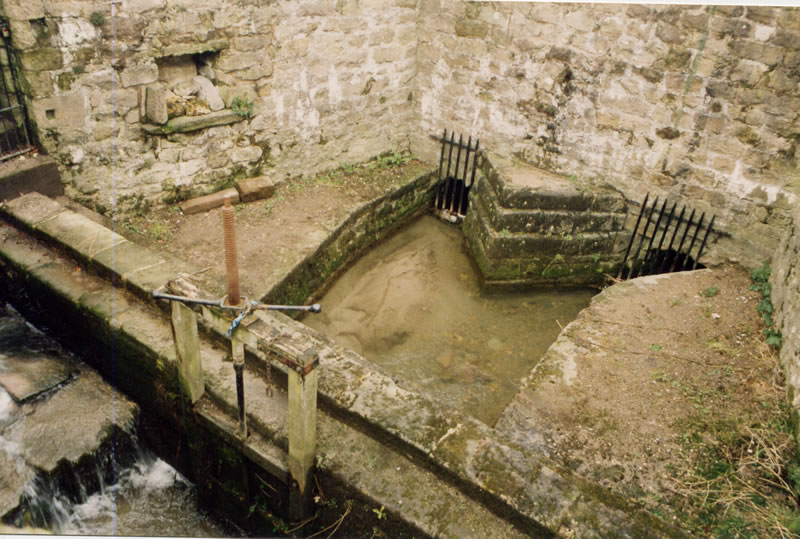
Sluis in het dorp voor de wateraanvoer te regelen

Situatie in 2009

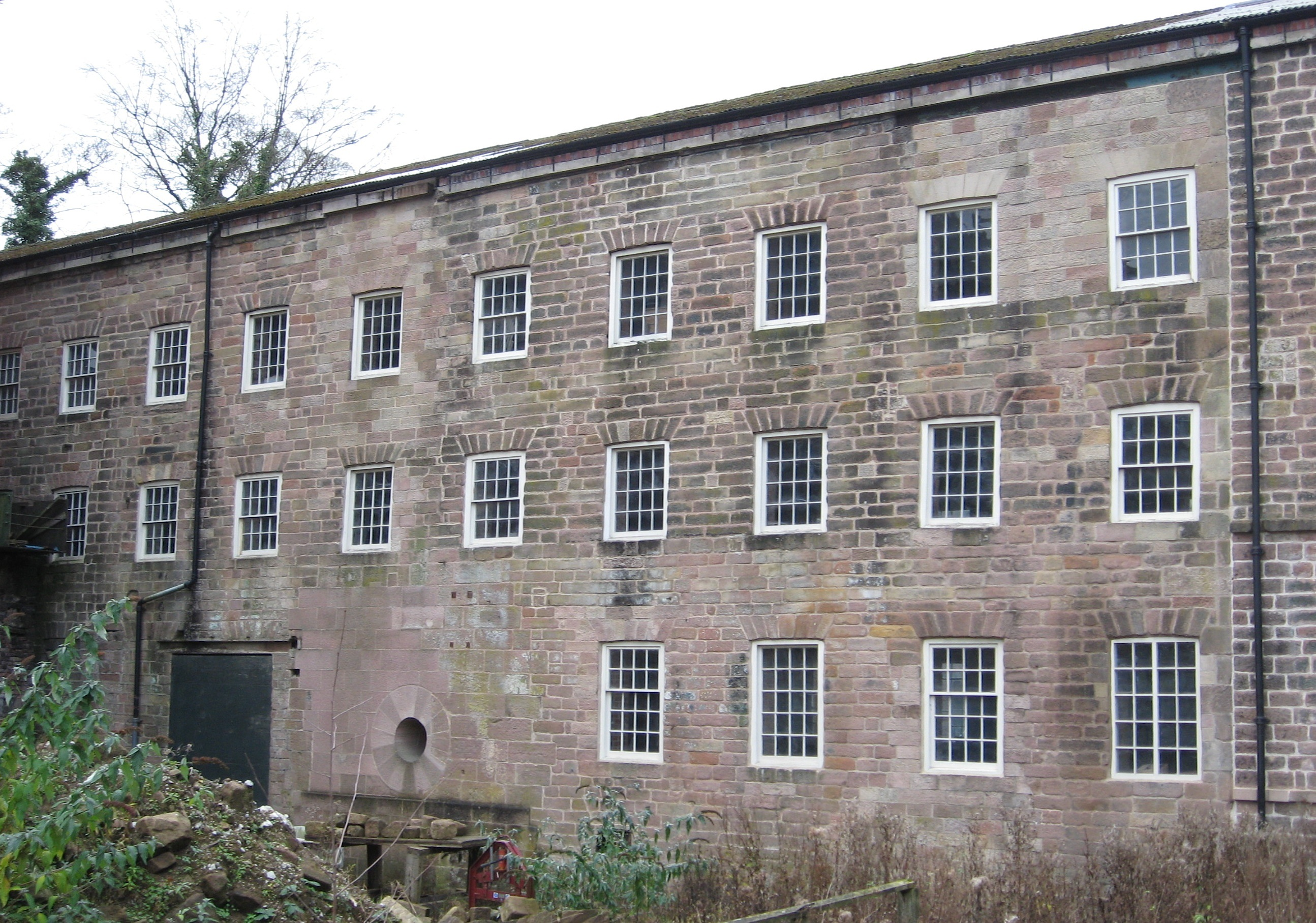
Drie van de oorspronkelijk vijf verdieping tellende fabriek
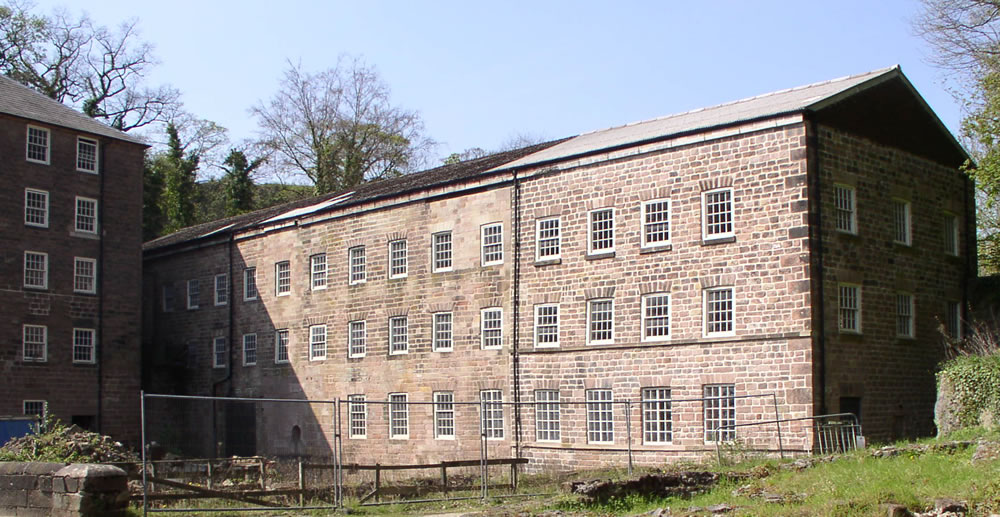
Tegenwoordig aanzicht van de oude fabriek
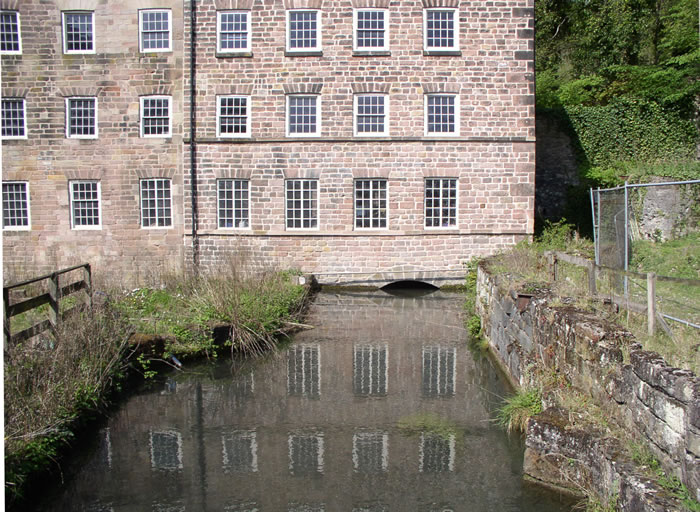
Close-up van de duiker onder de molen
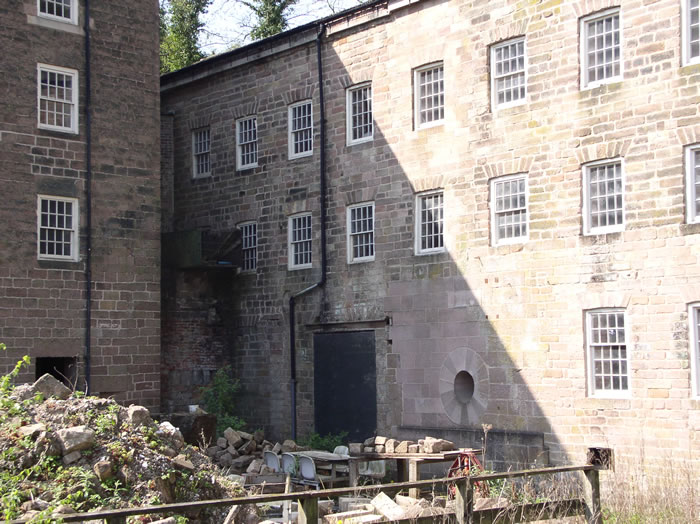
Close-up van de molen met het einde van het aquaduct